# Nagrobek Piotra Tomickiego
Nagrobek Piotra Tomickiego znajduje się w kaplicy biskupa Piotra Tomickiego na Wawelu. Wykonany został przez Bartłomieja Berrecci ok. 1524-26 – 1530 r.
Projektantem nagrobka był na pewno budowniczy kaplicy, Berrecci. Wykonał go też zapewne przy współpracy dwóch lub trzech rzeźbiarzy ze swego warsztatu. Nagrobek Tomickiego, który osobiście doglądał prac, został uznany już współcześnie za wybitne dzieło, w roku 1545 królowa Bona zamawia u Padovana wykucie na jego wzór nagrobka dla Piotra Gamrata. 
Nagrobek Tomickiego inicjuje nowy w Polsce typ monumentu nagrobnego: pomnik oparty o ścianę z prostokątną niszą dla sarkofagu z leżącą postacią zmarłego. 

## Opis nagrobka
Obramienie architektoniczne nagrobka Tomickiego tworzy pośrodku prostokątną wnękę, w której dolnej części, na wysuniętym ku przodowi sarkofagu, spoczywa postać zmarłego. Na cokole, w środku znajduje się tablica inskrypcyjna. Wysunięte ku przodowi boczne części cokołu tworzą piedestały dla półkolumn ujmujących z boków wnękę centralną oprawioną w dekoracyjną ramę listwową. Kolumny, o starannie wymodelowanych głowicach typu korynckiego, ozdobione są wicią roślinną krzyżującą się i tworzącą owale, przez które przechodzi środkiem pionowy ornament roślinny. Dół kolumn nad bazą ujęty jest w liście akantu. Rama otaczająca wnękę ozdobiona jest rozetkami. Wnękę flankują kolumny pokryte delikatnie płaskorzeźbioną wicią roślinną, a poprzez ramę złożoną z rozetek otwiera się widok na sarkofag z postacią leżącego biskupa na tle płaskorzeźby przedstawiającej św. Piotra polecającego fundatora Madonnie. 
Dekoracja nagrobka Tomickiego ma charakter zdecydowanie florencki. Kolumny oplecione wicią roślinną, rozetki w układzie pasowym, aniołki podtrzymujące tablicę inskrypcyjną – były ulubionymi motywami florenckimi. 

### Postać bpa Tomickiego
Postać wykonano z czerwonego marmuru węgierskiego. Spoczywa na sarkofagu, który ozdobiono florenckim motywem unoszących się puttów. Podtrzymują one herb zmarłego. Postać, pogrążona jest w spokojnym śnie, podkreślonym gestem dłoni wspierającej głowę i swobodnym układem ciała.
Rzeźbiarz wybrał wersję pośrednią ujęcia postaci: między martwą a żywo poruszoną (jak w nagrobkach sansovinowskich). Postać Tomickiego ułożona jest wygodnie na boku, nieznaczne podkurczenie nóg i przełożenie ich jedna przez drugą podkreśla trwanie we śnie. Twarz Tomickiego wymodelowana jest portretowo, koścista, o grubym nosie i głębokich zmarszczkach idących od nosa do brody.

### Płaskorzeźba
Płaskorzeźba ujęta jest w szerokie ramy na wzór obrazu i umieszczona w głębi niszy nagrobka. Przedstawia Madonnę w wieńcu główek anielskich, klęczącego przed nią biskupa oraz patrona zmarłego, św. Piotra. Madonna ma głowę zwróconą w stronę twarzy leżącego na sarkofagu zmarłego, Dzieciątko natomiast wyciąga rączki do jego klęczącej w obrębie płaskorzeźby postaci.
Jest to jedyny przypadek w renesansowej rzeźbie w Polsce umieszczania w zaplecku kilku postaciowej sceny (pomijając nagrobek abpa Gamrata, będący kopią pomnika Tomickiego).